# Havas
Havas é um grupo francês de consultoria de comunicação, principalmente com a agência de publicidade Havas Worldwide — anteriormente Euro RSCG, Arnold Worldwide nos Estados Unidos — e compra de mídia, principalmente com Havas Media. Duas empresas distintas levaram o nome de Havas: a primeira existiu entre 1835 e 1998, data de sua aquisição pela Compagnie Générale des Eaux (Vivendi). A segunda é uma ex-subsidiária da primeira, chamada Havas Advertising, que é vendida pela Vivendi e que assume o nome Havas em 2002.
Havas foi em 2017 o grupo de publicidade líder na França e o sexto globalmente, e o título estava listado na bolsa de valores Euronext até 13 de dezembro de 2017.